# ريتشارد ستانلي (مخرج)
ريتشارد ستانلي (بالإنجليزية: Richard Stanley)‏ هو كاتب سيناريو ومنتج أفلام ومخرج جنوب أفريقي، ولد في 22 نوفمبر 1966 في Fish Hoek ‏ في جنوب أفريقيا.

## وصلات خارجية
- الموقع الرسمي
- ريتشارد ستانلي على موقع IMDb (الإنجليزية)
- ريتشارد ستانلي على موقع ألو سيني (الفرنسية)
- ريتشارد ستانلي على موقع ميوزك برينز (الإنجليزية)
- ريتشارد ستانلي على موقع أول موفي (الإنجليزية)
- ريتشارد ستانلي على موقع أول موفي (الإنجليزية)
- ريتشارد ستانلي على موقع قاعدة بيانات الأفلام السويدية (السويدية)
- ريتشارد ستانلي على موقع قاعدة بيانات الفيلم (الإنجليزية)
- ريتشارد ستانلي على موقع كينوبويسك (الروسية)
- ريتشارد ستانلي على موقع كينوبويسك (الروسية)